# Стрит, Пикабо
Пи́кабо Стрит (англ. Picabo Street, 3 апреля 1971, Триумф, Айдахо, США) — американская горнолыжница, олимпийская чемпионка 1998 года в супергиганте, чемпионка мира 1996 года в скоростном спуске. Победительница 9 этапов Кубка мира в скоростном спуске в 1994—1996 годах. Обладательница малых Кубков мира в скоростном спуске (1994/1995 и 1995/1996).
В 1998 году, через месяц после своей неожиданной победы на Олимпиаде в Нагано, 27-летняя Пикабо упала на трассе в швейцарской Кран-Монтане и получила тяжелейший перелом берцовой кости на левой ноге и разрыв связок на правой ноге. На восстановление ушло 2 года, но прежних результатов Стрит показывать уже не смогла.
В 2004 году родила сына, которого назвали Трейджан Джеймс от своего друга Н. Дж. Поули. 25 октября 2008 года вышла замуж за бизнесмена Джона Ризера, в августе 2009 года родила второго сына, которого назвали Дакс Мейер.
В конце декабря 2015 года была арестована по обвинению в домашнем насилии. Стрит толкнула с лестницы своего 76-летнего отца. По утверждению Стрит это была самооборона.